# Heiltsuk
Los heiltsuk ('heɪltsək) o heilchucos  son un pueblo originario del litoral Pacífico e islas del Distrito Central Regional de la Costa, de la provincia de Columbia Británica, en el suroeste del Canadá. La mayoría de los heiltsuk viven en las comunidades de Bella Bella, en la isla Campbell y Klemtu en la isla Swindle. Antiguamente eran conocidos como indios bella bella.
Los heiltsuk hablan  el idioma hailhzaqvla, que forma parte de la familia de lenguas wakash.

## Historia
Los heiltsuk han vivido en su territorio desde tiempos inmemoriales. Los antepasados de los heiltsuk han estado en la región de la Costa Central de Columbia Británica desde al menos 9190 años antes del presente. Recientemente se han descubierto restos de asentamientos en la isla Triquet, que datan de hace 14 000 años.
Su primer contacto con los europeos fue muy probablemente en 1793, y el nombre "Bella Bella" se remonta a 1834. Generalmente se refieren a sí mismos como heiltsuk. Al igual que muchos otros pueblos indígenas de la costa noroeste del Pacífico, sufrieron drásticas pérdidas de población como consecuencia de las enfermedades introducidas y de los conflictos militares más intensos con los pueblos vecinos durante la era del comercio de pieles.
La subsistencia de los heiltsuk ha dependido desde entonces de la pesca y la movilidad estacional en la búsqueda de recursos. Una característica importante fue el desarrollo de la artesanía, especialmente de la madera, a partir de la construcción de canoas y otros objetos, así como para el intercambio intertribal durante el potlatch. Después del contacto con los "blancos", las habilidades de estos artesanos se convirtieron en demanda de sus productos en el mercado de canoas, cajas de madera curvadas, cucharas y cucharones.

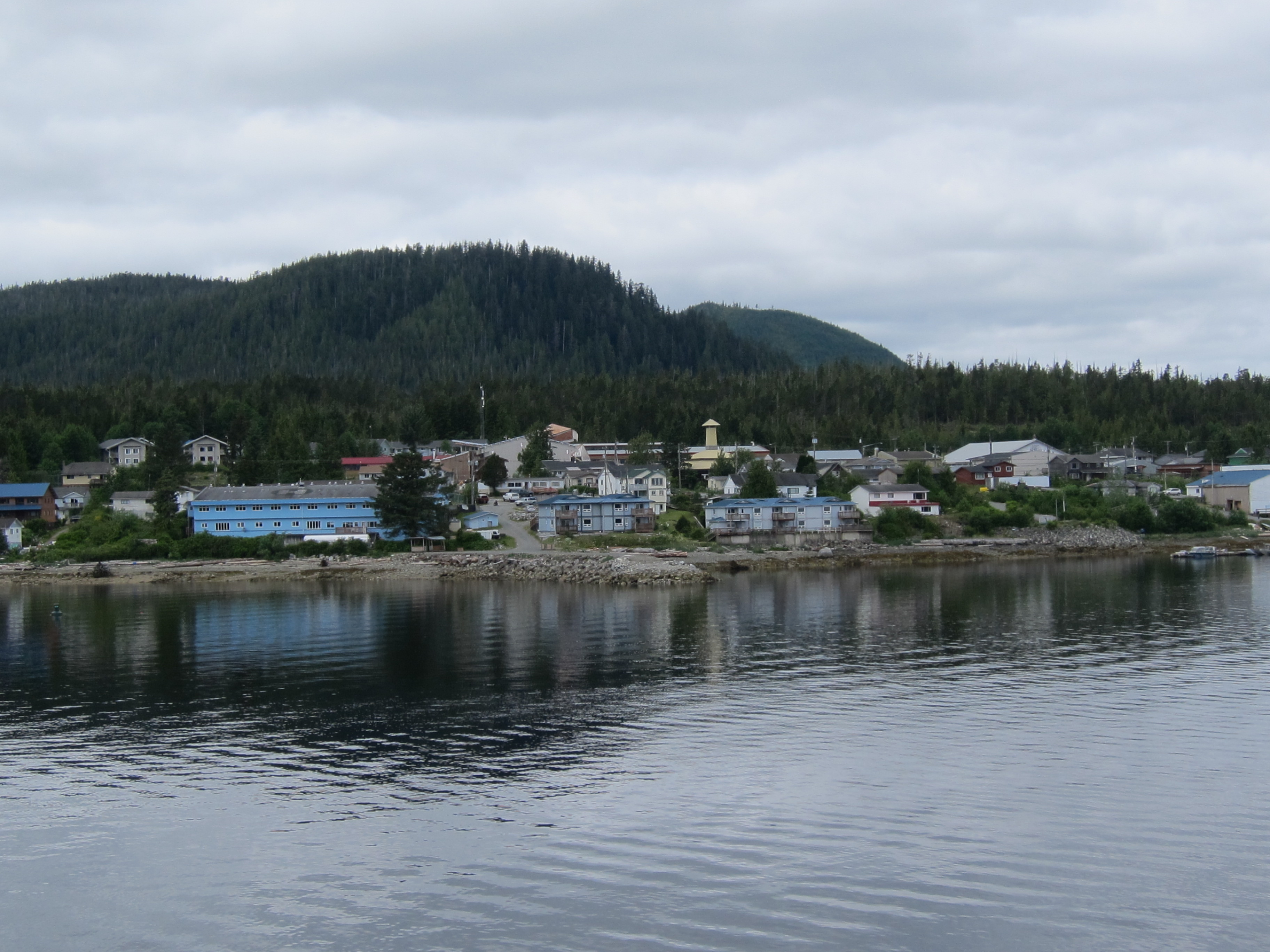
La nueva Bella Bella, en la isla Campmbell

Después de 1832 algunos heiltsuk construyeron una aldea, a la que llamaron Bella Bella o Qlts, en la bahía de McLoughlin, al noreste de la isla Campbell, adyacente a la sede de la Compañía de la Bahía de Hudson, en Fort McLoughlin. Varios grupos de heiltsuk se unieron a esta comunidad a finales del siglo XIX. Hacia 1903 la comunidad de la antigua Bella Bella se trasladó al sitio de la actual aldea de Bella Bella, también conocida como Waglisla.
Al igual que otros pueblos indígenas del litoral, los heiltsuk fueron víctimas de repetidas epidemias, principalmente de viruela, que mataron a la mayoría de la población. Este colapso demográfico hizo que el heiltsuk se reuniera en menos comunidades y se redujo su población a menos de 225 personas en 1919. La población se recuperó después de la epidemia de gripe española de 1919.

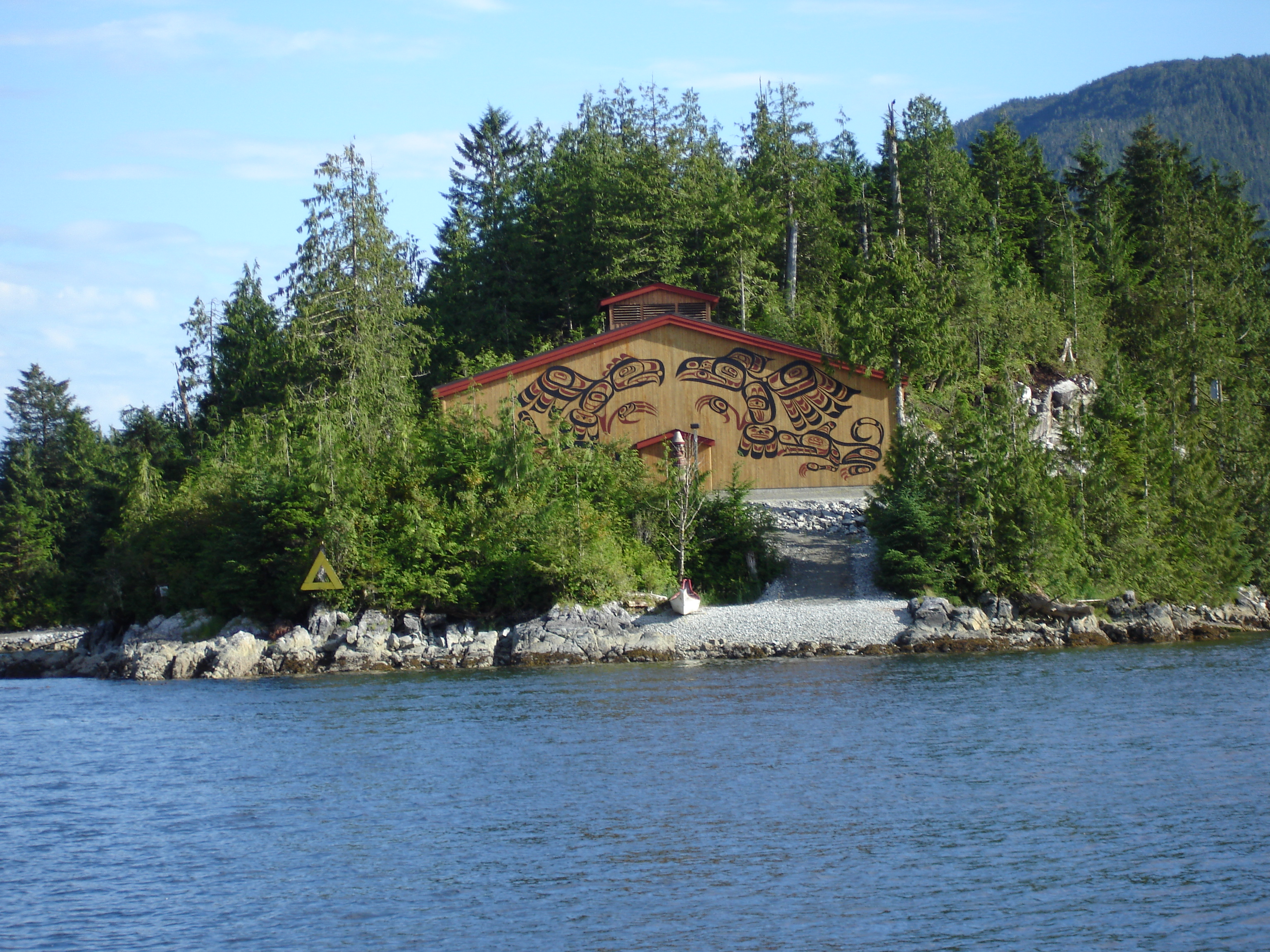
Gran Casa de los Heiltsuk en Klemtu, Isla Swindle.

Cinco tribus heiltsuk han establecido el gobierno autónomo de la Nación Heiltsuk, sobre un territorio de aproximadamente 15 000 km². Eligen a su jefe y a los 12 miembros del consejo general, que por un período de 2 a 4 años, según el caso. Han reivindicado además de sus derechos territoriales, el derecho a la pesca del arenque y a recolectar los huevos de este pez. Así como la protección del bosque templado húmedo, conocido como Bosque del Gran Oso, que fue oficialmente reconocido como reserva natural en 2016.